# 色扎乡
色扎乡，是中华人民共和国西藏自治区昌都市丁青县下辖的一个乡镇级行政单位。

## 行政区划
色扎乡下辖以下地区：
汝化村、贡桑村、卡通村、索巴村和木查村。